# Sukhoi Su-7
O Sukhoi Su-7 (Fitter-A, segundo designação da OTAN/NATO) foi uma aeronave supersônica desenvolvida pela União Soviética em meados da década de 1950. Planejado para atuar como interceptador , seu desempenho ficou aquém do esperado, obrigando os soviéticos a utilizá-lo como caça bombardeiro e aeronave de ataque ao solo onde se consagraria como a principal aeronave soviética de sua categoria na década de 1960. Apesar de suas deficiências (alcance curto e pouca  capacidade de transporte de armas), foi exportado para 10 países e empregado em vários conflitos onde se mostrou robusto e confiável. A Coréia do Norte é o único operador atual do Su-7, com 18 aeronaves operacionais.

## História

### Su-7
Após ser fechado em 1949, o escritório de projetos Sukhoi foi reaberto em março de 1953 com a missão de projetar e desenvolver uma aeronave supersônica para interceptação e superioridade aérea. A aeronave projetada utilizava o motor Lyulka AL-7 F-1 turbo com pós combustor, asas com enflechamento de 60º, estabilizador horizontal com superfícies móveis (sendo a primeira aeronave soviética a jato a empregar esse tipo de estabilizador) e um assento ejetável projetado pela própria Sukhoi.
O primeiro protótipo, batizado S1, voou em 7 de setembro de 1955. Tripulado pelo piloto de testes AG Kochetkov, a aeronave realizou 11 voos de teste. Em um deles, realizado em abril de 1956, o S1 atingiu a velocidade máxima de 2170 km (Mach 2,04) e bateu o recorde de velocidade para protótipos soviéticos. Após a análise dos resultados dos testes, foram realizados aprimoramentos aerodinâmicos, resultando na criação do protótipo S2. O protótipo S1 teve um fim trágico, sendo destruído em um acidente em 23 de novembro de 1956. A queda da aeronave vitimou o piloto e atrasou o desenvolvimento do programa do Su-7.
Com base no protótipo S2, foram construídas 132 aeronaves entre 1957 e 1960. Denominado Sukhoi Su-7, o novo avião entrou em serviço na Força Aérea Soviética em 1959. O desempenho ruim do Su-7 como interceptador obrigou a retirada da aeronave da linha de frente.

### Su-7B
Buscando um substituto para o obsoleto Ilyushin Il-10, a Frontovaya Aviatsiya (divisão de aviação tática soviética) solicitou ao escritório Sukhoi o desenvolvimento de uma aeronave de ataque ao solo. Em meados de 1958 surgiu o protótipo S-22, que recebeu reforço estrutural para operar em alta velocidade e baixa altitude. Após seu primeiro voo, realizado em março de 1959, a aeronave (denominada Su-7B) foi introduzida na força aérea soviética em 1961.

## Em operação

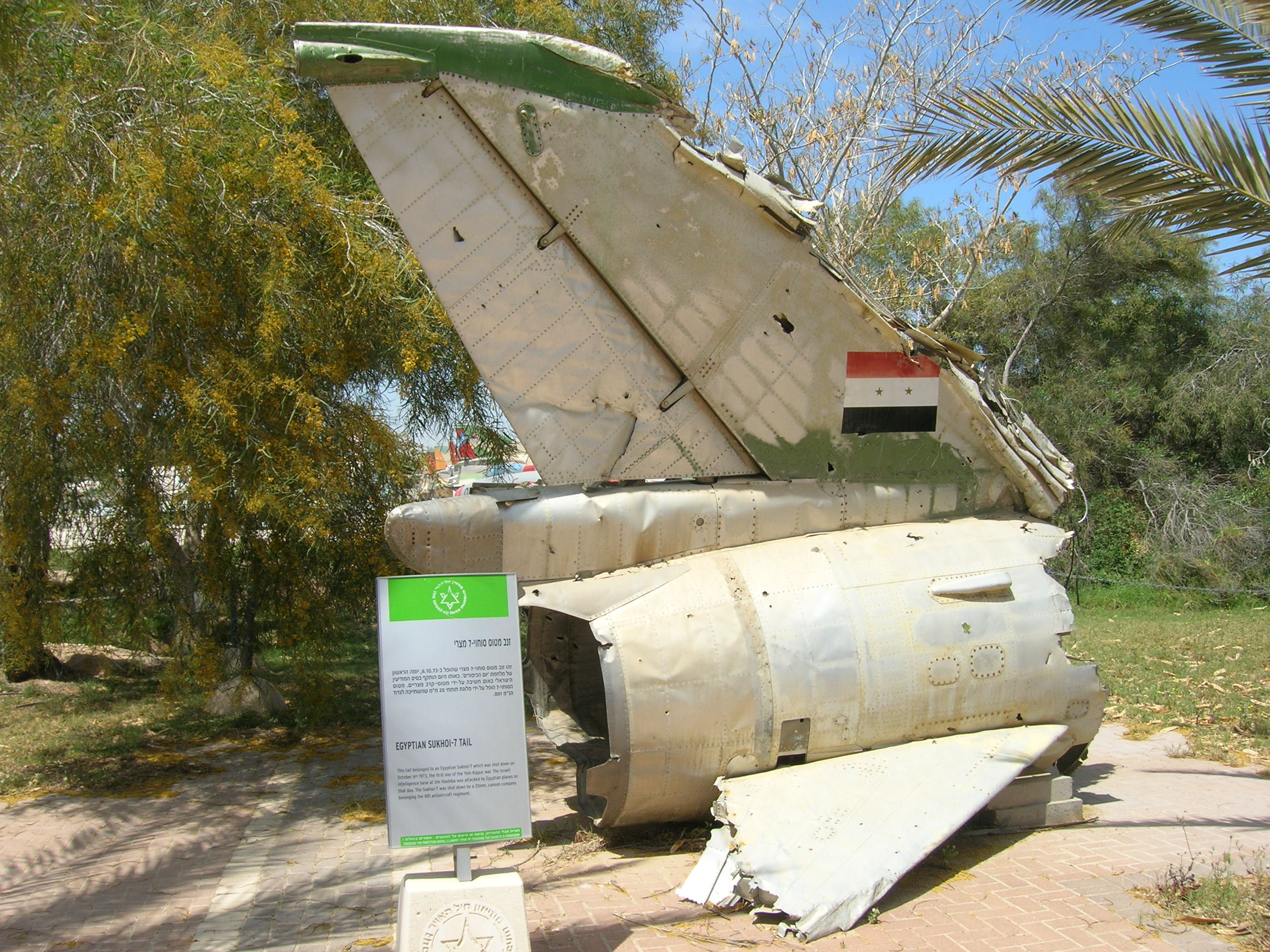
Cauda de um Su-7 egípcio derrubado pelas Forças de Defesa de Israel em outubro de 1973.

Após entrar em serviço nas forças soviéticas, o Su-7 foi exportado para a Tchecoslováquia, Polônia, Egito, Iraque, Síria, Índia, Coréia do Norte, Argélia e Afeganistão.

### Guerra dos Seis Dias
O Egito recebeu 14 Su-7. Todos foram destruídos em solo pela aviação militar de Israel durante a Operação Focus.

### Guerra de atrito
Após a guerra dos Seis Dias, a União Soviética reabasteceu o Egito com 185 Su-7 BMK, incluindo versões de reconhecimento e treinamento. Os Su-7 foram fundamentais nos ataques contra as colunas blindadas de Israel estacionadas no Sinai. Durante a Operação Boxer, Israel atacou as defesas egípicias na região do Canal de Suez. A Força Aérea do Egito enviou MiG’s 21 e Sukhoi Su-7 para interceptá-los. Durante o combate que se seguiu dois jatos israelesense foram abatidos mas dois Su-7 e seis MiG’s foram derrubados.
A Síria recebeu 25 Su-7 e os empregou em combates nas Colinas de Golã. A maior parte das aeronaves foi abatida pela Força Aérea de Israel.

### Guerra Indo-paquistanesa de 1971
O Su-7 encontrou melhor sorte no teatro de guerra indopaquistanês. Durante a Guerra de 1971, a Índia empregou maciçamente a aeronave soviética em ataques ao solo, contra as colunas de blindados do Paquistão e na intercetação de aeronaves paquistanesas.
A Força Aérea da Índia realizou 1500 missões com o Su-7.

### Guerra do Iom Quipur (1973)
A Força Aérea do Egito empregou o Su-7 em missões de ataque ao solo, com destaque para missões anti-tanque. Na Batalha de Chinese Farm, os Su-7 destruíram vários tanques e retardaram o avanço das colunas de blindados de Israel.

### Guerra do Afeganistão (1979-1999)
A União Soviética forneceu 60 Su-7 em 1972. As aeronaves equiparam o 321º Regimento Aéreo da Força Aérea do Afeganistão, sediado na Base Aérea de Bagram. Com a invasão soviética do Afeganistão, os SU-7 foram empregados em missões de ataque ao solo. Em meados da década de 1980, somente 25 aeronaves estavam operacionais enquanto que as demais foram aposentadas por obsolência e substituídas por modelos mais recentes como os Su-17/20/22. Após a  retirada soviética, a manutenção das aeronaves se tornou cada vez mais deficiente e a posterior guerra civil destruiu recursos e provisões da Força Aérea Afegã, que acabou extinta em meados da década de 1990. As aeronaves foram capturadas por forças do Taleban e usadas de forma reduzida até a retirada de serviço ocorrida em 1999.

## Variantes
- Su-7
- Su-7B
- Su-7BM
- Su-7BKL
- Su-7BMK
- Su-7U (OTAN: Moujik)
- Su-7UM (OTAN: Moujik)
- Su-7MK (OTAN: Moujik)
- Su-7IG
- 100LDU Control Configured Vehicle

Designações OKB-51
- S-1
- S-2
- S-22
- S-22-2
- S-22M
- S-22KL
- S-23
- S-22-4
- S-25
- S-25T
- S-26
- S-22MK
- U-22
- U-22MK
- S-3
- S-41
- T-1
- T-3

## Utilizadores

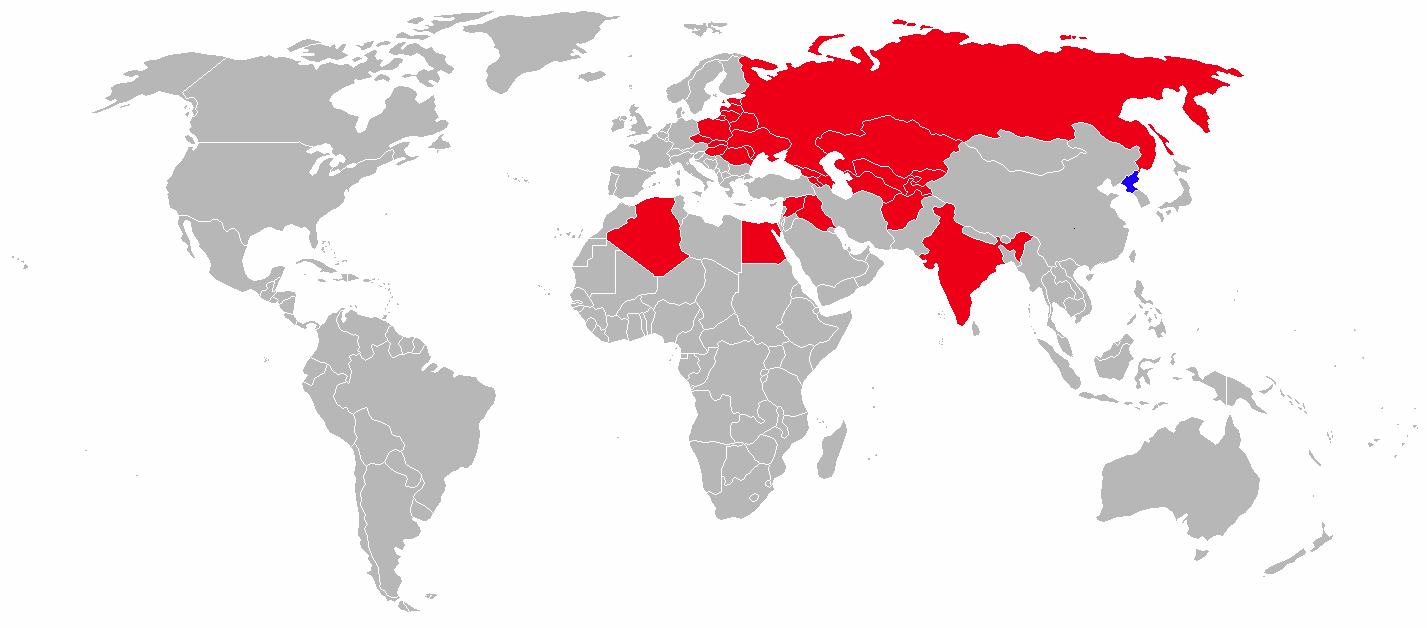
Em azul, atual utilizador do Su-7. Em vermelho os ex utilizadores do Su-7.

- Coreia do Norte - Anos 1960

### Ex utilizadores
- União Soviética - 1959 - 1986

- Checoslováquia - 1963-1990

- Polónia - 1964-1990

- Egito - 1967-meados dos anos 1980

- Índia - 1968-2001

- Iraque - 1968- anos 1980

- Síria - 1968-1990

- Argélia - 1971-anos 1980

- Afeganistão - 1972-1999

- Vietnã - Anos 1970 - ND